# Citronträd och motorolja
Citronträd och motorolja (engelska: The World's Fastest Indian) är en nyzeeländsk film från 2005 regisserad av Roger Donaldson. Filmen skildrar Burt Munros väg mot nya hastighetsrekord på sin Indian Scout. I filmen gestaltas Munro av Anthony Hopkins. 
Filmen hette från början ”Citronträd & motorolja: En sjuhelvetes sann historia”,men döptes till DVD/Bluray-premiären om/tillbaka till "World's Fastest Indian / Citronträd & motorolja".  Att filmen inför svenska biografpremiären fick en helt originalfrämmande titel är originellt då den distribuerades av Sandrews som normalt inte döper om anglosaxiska filmer, utan respekterar och behåller ursprungstiteln.[källa behövs]

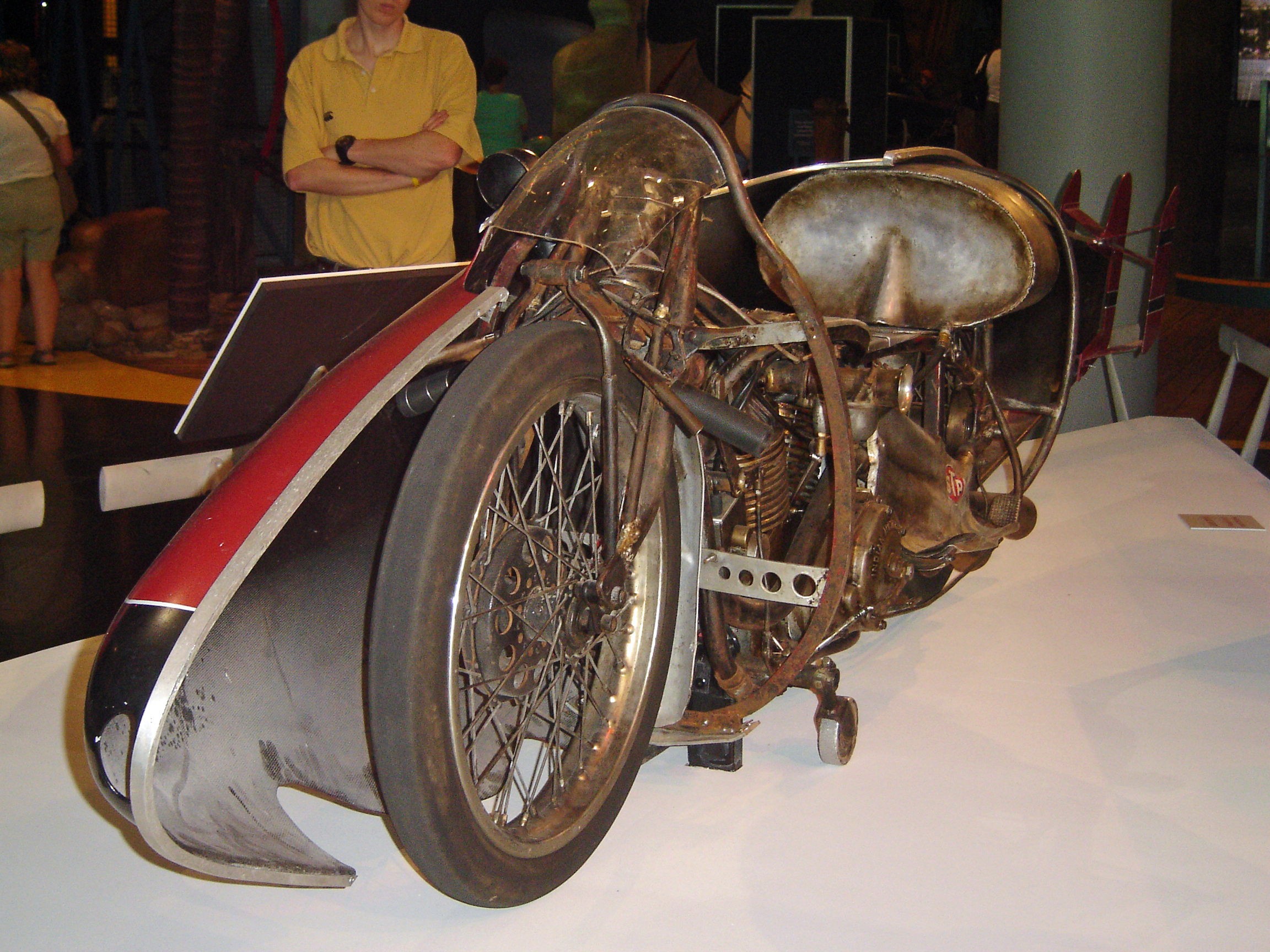
Den Indian Scout från 1920 som Munro satte sina rekord på.

## Rollista
| Skådespelare        | Karaktär   |
| ------------------- | ---------- |
| Anthony Hopkins     | Burt Munro |
| Jessica Cauffiel    | Wendy      |
| Joe Howard          | Otto       |
| Christopher Lawford | Jim Enz    |
| Annie Whittle       | Fran       |
| Mick Rose           | Brian      |
| Anthony Starr       | Jeff       |
| Aaron James Murphy  | Tom        |